# 藤井友里子
藤井 友里子（ふじい ゆりこ、1972年12月1日 - ）は日本のボッチャ選手。富山ボッチャクラブ所属。旧名柴山 友里子（しばやま ゆりこ）。

## 経歴
富山県魚津市出身。生後間もない頃に患った脳性麻痺で手足に重度の障がいを抱え、歩行困難になる。以前は家に閉じこもりがちだったが、2000年に障害者スポーツ交流会でボッチャを知ってからは「自分でもできるスポーツがあった」とのめり込むようになり、富山ボッチャクラブに加入した。
2002年の第4回日本ボッチャ選手権大会にBC2クラスで初参戦（結果は8位）、翌年2003年の第5回日本ボッチャ選手権大会で初優勝。2005年の途中からBC1に転向し、同年の第7回日本ボッチャ選手権大会で同クラス初優勝。その後、2008年、2010年、2011年の日本ボッチャ選手権大会でも優勝した。
国際大会では2011年のボッチャワールドカップ 2011の団体戦で準優勝。2012年のロンドンパラリンピックでは団体戦で1次リーグを2連勝で突破し、準々決勝で敗退。団体戦としては同競技初の7位入賞となり、大会後厚生労働大臣表彰を受賞（個人戦では2回戦敗退）。
2013年結婚。同年12月の第15回日本ボッチャ選手権大会で2大会ぶりの優勝。2015年2月の第16回大会、同年12月の第17回大会も制し、3連覇を果たした。
ロンドンパラリンピック後は出場を果たせた満足感から国際大会から遠ざかっていたが、2020年の東京パラリンピックの開催が決まった事で「もう一度世界を目指したい」と思うようになり、周囲の後押しもあり2015年に代表に復帰。2016年のリオデジャネイロパラリンピックではBC2との混合団体と個人戦に出場。団体では準決勝でポルトガルを破り、メダルが確定。決勝でタイに敗れたものの、銀メダルに輝き、チームメイトの廣瀬隆喜、杉村英孝、木谷隆行と共にボッチャ日本代表として初めてのメダルを獲得した（個人戦は3連敗で1次リーグ敗退）。
パラリンピック後の2016年11月26日、27日の第18回日本ボッチャ選手権を制し、4連覇達成。しかし、翌2017年の第19回日本ボッチャ選手権では予選落ちした。

## 主な戦績
詳細はBOCCIA FAN参照。
- 日本ボッチャ選手権大会 優勝9回（第5回[注釈 2]、第7回、第10回、第12回、第13回、第15回、第16回、第17回、第18回）。
- BOCCIA JAPAN CUP 優勝3回（2007年、2010年、2012年）。
- Boccia World Cup 2011 団体準優勝。
- ロンドンパラリンピック 団体7位。
- 北陸ボッチャオープン大会 優勝5回（第1回、第2回、第3回、第4回、第6回）。
- リオデジャネイロパラリンピック 準優勝（混合団体 BC1-2）。

## 人物
- 平日は日本年金機構の魚津年金事務所にフルタイムで勤務しており、練習は主に週末。ロンドンパラリンピックの時は月1回、東京で日本代表の練習に参加していた[3]。